# Thác Diệu Thanh
Thác Diệu Thanh là thác trên dòng Đăk R'Tih ở vùng đất Thôn 8 xã Nhân Cơ huyện Đắk R'Lấp tỉnh Đắk Nông, Việt Nam.
Thác Diệu Thanh là một trong những thác nước lớn ở Tây Nguyên. Tiếp cận thác từ quốc lộ 14 đi vào khoảng 5 km. Trước đây đường đi là đường đất, hiện tại đã làm đường nhựa khá dễ đi. Thác vẫn còn giữ được vẻ hoang sơ.
Tuy nhiên khi xây dựng Thủy điện Đăk R’Tih 11°57′59″B 107°39′27″Đ / 11,96642°B 107,657365°Đ thì cảnh quan vùng thác đã bị phá huỷ.

## Đặc điểm
Thác có dòng nước đổ từ trên cao hơn 30 m chảy xuống cùng với nhiều thác nước nhỏ khác tung bọt trắng xóa cả vùng. Mặt nước dưới chân thác có vô số hòn đá to nhỏ nhấp nhô chặn dòng nước lại tạo thành hàng trăm dòng chảy nhỏ.

## Tên gọi
Một số văn liệu đã nhầm lẫn cho rằng thác còn có tên là thác Liêng Nung.
Thực tế là Thác Liêng Nung 11°57′04″B 107°43′53″Đ / 11,951233°B 107,731252°Đ là thác trên suối Đắk Nia ở xã Đắk Nia thành phố Gia Nghĩa. Thác ở cách trung tâm Gia Nghĩa chừng 8 km đường thẳng hướng đông nam, và cách Diệu Thanh cỡ 16 km hướng đông nam.